# 成田赤十字看護専門学校
成田赤十字看護専門学校 （なりたせきじゅうじかんごせんもんがっこう）は、かつて千葉県成田市にあった私立の専修学校である。運営母体は、日本赤十字社。成田赤十字病院に併設していた。2015年3月で閉校した。

## 沿革
（この節の出典）
- 1978年（昭和53年）4月 - 成田赤十字看護専門学校、開校。
- 2015年（平成27年）3月 - 閉校。

## 学科
- 専門課程 看護学科 3年課程

## 取得できる資格・免許状

### 看護学科
- 看護師 国家試験受験資格
- 保健師・助産師学校受験資格
- 専門士（医療専門課程）の称号[2]
- 四年制大学編入学受験資格

## 交通アクセス
- JR成田駅、京成成田駅下車。千葉交通バスに乗車し、バス停「日赤病院」前下車。

　（備考：成田ニュータウン、湯川車庫、宗吾霊堂、宗吾甚兵衛渡 行きを利用）
- 京成本線・公津の杜駅より、徒歩約15分程度。